# Научно-исследовательский институт проблем биологической безопасности
Научно-исследовательский институт проблем биологической безопасности (каз. Биологиялық қауіпсіздік проблемаларының ғылыми-зерттеу институты) — научно-исследовательское предприятие занимающееся исследованиями в области ветеринарной вирусологии животных и вирусологии человека, исследованием возбудителей особо опасных инфекций, а также разработкой, производством и продажей вакцин для защиты животных и человека от инфекционных заболеваний.

## История
Был создан в 1958 году как «Научно-исследовательский сельскохозяйственный институт (НИСХИ) МСХ СССР» согласно Постановлению ЦК КПСС и Совета Министров СССР от 7 августа 1958 года и приказу Министра сельского хозяйства СССР В.Мацкевича № 253 от 18 сентября 1958 года на базе двух лабораторий — «Научно-испытательной станции ВИЗР» и «Научно-исследовательской ветеринарной лаборатории МСХ СССР». Целью создания НИСХИ являлась необходимость защиты южных рубежей СССР, в частности, регионов Средней Азии и Казахстана от особо опасных инфекционных заболеваний сельскохозяйственных и диких животных, которые могли быть занесены из сопредельных стран при содействии США — занимавшихся разработкой биологического оружия.
В середине 1960-х годов закончено создание научного городка института с возведением социально-бытовой, жилой инфраструктуры, а также зданий научных лабораторных и административных корпусов. В городке были построены поликлиника, детский сад, школа, дом культуры, магазины, почта и котельная. Территория института взята под круглосуточную охрану МВД СССР. В начале 1970-х была в городок начата передислокация военных частей, контроль и жизнеобеспечение посёлка закреплено за Министерством обороны СССР.
До 1992 года НИСХИ являлся составной частью союзного научно-исследовательского комплекса в составе Министерства сельского хозяйства СССР, выполнявшим программы по изучению возбудителей болезней, разработке средств и методов диагностики, специфической профилактики особо опасных вирусных инфекций сельскохозяйственных животных.
После распада Советского Союза «НИСХИ» был переподчинён «Главному Управлению ветеринарии Министерства сельского хозяйства Республики Казахстан», а с 1993 года находится в ведении «Комитета науки Министерства образования и науки РК».

## Деятельность
До распада СССР и вплоть до 2010 года специализировался на болезнях сельскохозяйственных животных и сельскохозяйственных культур, осуществлял деятельность и исследования исключительно в области ветеринарной вирусологии, ветеринарии, биотехнологии и биологии. С 2011 года начал осуществлять деятельность и в сфере вирусологии человека.

## Международное сотрудничество
С распадом СССР были сняты все ограничения на доступ в «НИСХИ» для иностранных организаций (включая оборонных) в области особо опасных инфекций. Институт ведёт тесное сотрудничество с крупнейшими научными центрами Минобороны США и Европы. В рамках сотрудничества в институте осуществляются совместные исследования (деятельность) посредством освоения финансовых грантов выделяемых от МинОбороны США и других подконтрольных ему заинтересованных американских научных биологических институтов. Деятельность потребовала организации и приведения в соответствие с международными стандартами системы биологической безопасности института.
В 2010 году при финансовой поддержке «Агентства по уменьшению угрозы Министерства обороны США (DTRA)» в «НИИПББ» завершено строительство лаборатории, соответствующей уровню биологической безопасности (BSL-3) для проведения научно-исследовательских работ с особо опасными инфекционными возбудителями вирусной и бактериальной этиологии.
«НИИПББ» осуществляет совместные проекты с «Международным научно-техническим центром» (МНТЦ) и «Американским фондом гражданских исследований и развития» (CRDF) (Международного центра Фогарти (FIC)); ведёт сотрудничество с компанией «Aeras» (дочерняя компания Фонда Билла и Мелинды Гейтс; с компанией «MRIGlobal» контрактной исследовательской организации Министерства обороны США и другими подконтрольными МинОбороны США организациями.

### Исследование коронавирусов
В 2017—2019 годах незадолго до мировой пандемии SARS-CoV-2, работники «НИИПББ» совместно с иностранными участниками проводили исследование летучих мышей по грантовым проектам финансируемым США. В частности были исследованы летучие мыши в трёх различных местах Южного Казахстана, обитающие в пещерах. Осуществлен отлов особей и сбор их экскрементов. Филогенетический анализ и целенаправленные наблюдения, согласно опубликованной статье, показали положительный результат на коронавирусы. У летучих мышей выявлено несколько штаммов, генетически сходных с MERS-коронавирусом (Ближневосточный респираторный синдром), SARS-коронавирусом и человеческими коронавирусами 229E и NL63. Тогда как ранее данные вирусы никогда не выявлялись у казахстанских летучих мышей, а на территории Казахстана случаев возникновения очагов заражения официально не регистрировалось. Кроме того в статье утверждается, что обе выявленные линии коронавирусов тесно связаны с коронавирусами летучих мышей из Китая, Франции, Испании и Южной Африки.

### Исследование других особо опасных патогенных вирусов
Кроме коронавирусов, за счет финансовых грантов (США) «НИИПББ» проводил/проводит исследования следующих опасных и особо опасных инфекций на территории Республики Казахстан:
- Проект KZ-32 CBR: Катаральная лихорадка овец и бруцеллез.
- Проект KZ-33 CBR: Коронавирус Ближневосточного респираторного синдрома (БВРС-КоВ)
- Проект TAP-12 Bioinformatics: Вирус болезни Ньюкасла

## Коллекция
«Научно-исследовательский институт проблем биологической безопасности» является держателем коллекции и депозитария возбудителей особо опасных инфекций.

## План строительства биолаборатории BSL-4 и подземного хранилища для коллекции опасных и особо опасных штаммов (2021-2025 гг.)
В ноябре 2021 года стало известно о планируемом строительстве биолаборатории уровня BSL-4 и подземного хранилища для коллекции опасных и особо опасных штаммов на территории «НИИПББ» поселка Гвардейский Жамбылской области. Инициатором и инвестором строительства выступили США по договоренности с Правительством РК, всё финансирование строительства планируется за счет государственных инвестиций США. Для этого Министерство индустрии и инфраструктурного развития РК намеревается внести дополнение в постановление Правительства Республики Казахстан от 29 декабря 2009 года № 2225 «Об утверждении перечня бюджетных инвестиционных проектов, не требующих разработки технико-экономического обоснования». В частности в пункт № 3 «Перечня проектов, не требующих разработки технико-экономического обоснования» хотят дополнить подпунктом № 95 следующего содержания: строительство научных лабораторий повышенного уровня биологической безопасности и подземных хранилищ для коллекции опасных и особо опасных штаммов". Ожидается, что в данной биолаборатории уровня биологической безопасности 4 (BSL-4) будут работать с опасными и экзотическими штаммами и патогенами, которые вызывают тяжелые и смертельные заболевания, создающие значительную угрозу для здоровья и жизни людей. Передача этих штаммов может осуществляться воздушно-капельным путем, а также неизвестными путями. Эти штаммы не поддаются лечению, для них не существует лекарственных препаратов и вакцин. 

### Протест против строительства биолаборатории BSL-4 и подземного хранилища для коллекции опасных и особо опасных штаммов
Общественность, жители Казахстана выступили против строительства в стране биолаборатории BSL-4 и подземного хранилища для коллекции опасных и особо опасных штаммов.
Известный общественный деятель Олжас Сулейменов также решительно выступил против строительства в Казахстане биологической лаборатории и хранилища для коллекции опасных и особо опасных штаммов. Он отметил, что случайно узнал о планах строительства биолаборатории и был очень удивлен, что решение принимается без широкого общественного обсуждения.
«Они пользуются невежеством наших людей, принимая решения такого рода, с нами не согласовывая. Зачем нам такие лаборатории? Склады, по сути дела, очень опасных для человечества предметов. Если им хочется — сделайте в Америке это дело. А мы понаблюдаем. С какой стати? Мы что, просили об этом? Или в этом есть какая-то необходимость именно в Казахстане проводить все эти испытания? Раньше испытывали ядерное оружие 40 лет подряд, а теперь хотят испытать вот это", — сказал Сулейменов
Многие эксперты также выражают опасение по поводу участия США в этом проекте, в частности врач-эпидемиолог, академик РАН Геннадий Онищенко отметил, что строительство военной биолаборатории в Казахстане на американские деньги США — реальное основание для тревоги. По его словам, Пентагон финансирует подобные инициативы в странах СНГ якобы для защиты местного населения. Однако цель на самом деле иная.
Выступил против строительства лаборатории и санитарный врач эпидемиолог Юрий Анохин, который с 1980 по 1990 годы работал в отделе особо опасных инфекций Казахской ССР.
«Если учесть, что собственный музей культур патогенов передан Пентагону плюс добавлены возбудители африканских лихорадок, то это будет чисто американская лаборатория. Есть вероятность открытия таких хранилищ и в других республиках. Это как раз, о чем я говорил: банки разработок и логистические пути распространения зацикливаются вместе. Это предположение, основанное на анализе ситуации: за два года пандемии лаборатория в Алматы и все остальные объекты РЛ не предприняли ровным счётом ничего. По собственным карантинным инфекциям из очагов в Казахстане информации ноль, а африканскими лихорадками тем более заниматься будет некому», — отметил Анохин